# Bernard V de Comminges
Pour les articles homonymes, voir Bernard de Comminges et Bernard V.
Bernard V de Comminges, mort à Lanta le 30 novembre 1241 est comte de Comminges de 1225 à 1241. 

## Éléments biographiques
Fils du comte Bernard IV de Comminges et de sa seconde épouse, Comtors de Labarthe, le jeune Bernard est l'auxiliaire fidèle de son père dans la lutte contre les croisés au cours de la croisade des albigeois.
En septembre 1212, il est envoyé en Aragon auprès de Pierre II pour inciter le roi à apporter son aide au comte de Toulouse et aux seigneurs méridionaux dans leur lutte contre Simon de Montfort et les croisés.
En 1224, il épouse Cécile, fille du comte Raimond Roger de Foix et sœur du comte Roger-Bernard II.
Peu après, le 22 février 1225, à la suite de la mort de son père, il lui succède comme comte de Comminges.
Bernard V meurt à Lanta le samedi 30 novembre 1241 et est inhumé dans l'abbaye cistercienne Sainte-Marie de Bonnefont en Comminges. Son fils unique et successeur, Bernard VI prête hommage au comte Raymond VII de Toulouse le 4 décembre suivant.